# جين إسبينسون
جين إسبينسون (بالإنجليزية: Jane Espenson)‏ (مواليد 14 يوليو 1964) هي كاتبة ومنتجة تلفزيونيّة أمريكية.
سبق وأن عملت جين على كوميديا الموقف والدراما المتسلسلة. أيضًا عملت لمدة خمس سنواتٍ على مسلسل بافي قاتلة مصاصي الدماء ونالت جائزة هوغو بالتشارك عن إحدى الحلقات التي كتبتها. من 2006 وحتى 2010، عملت على مسلسل باتلستار غالاكتيكا والعديد من أعماله التكميلية. كانت جين منتجةً منفذةً ومنتجةً معاونةً لمسلسل كابريكا [الإنجليزية] ما بين عامي 2009 و2010.

## وصلات خارجية
- جين إسبينسون على موقع IMDb (الإنجليزية)
- جين إسبينسون على موقع قاعدة بيانات الفيلم (الإنجليزية)